# 佩尔图瓦地区维特里
佩尔图瓦地区维特里（法語：Vitry-en-Perthois，法語發音：[vitʁi ɑ̃ pɛʁtwa]）是法国马恩省的一个市镇，位于该省东南部，属于维特里勒弗朗索瓦区。该市镇总面积17.49平方公里，2009年时的人口为871人。

## 人口
佩尔图瓦地区维特里人口变化图示